# Província de Teramo
La província de Teramo  és una província que forma part de la regió dels Abruços dins d'Itàlia. La seva capital és Teramo.
És la tercera província més gran de la regió. Limita al nord amb les Marques (província d'Ascoli Piceno), a l'est amb el mar Adriàtic, al sud de la província de Pescara, al sud-oest amb la província de L'Aquila i en l'oest amb el Laci (província de Rieti).
Té una àrea de 1.954 km², i una població total de 309.997 hab. (2016). Hi ha 47 municipis a la província.